# Xã Ozark, Quận Barry, Missouri
Xã Ozark (tiếng Anh: Ozark Township) là một xã thuộc quận Barry, tiểu bang Missouri, Hoa Kỳ. Năm 2010, dân số của xã này là 955 người.